# Burnupena dunkeri
Burnupena dunkeri is een slakkensoort uit de familie van de Buccinidae. De wetenschappelijke naam van de soort is voor het eerst geldig gepubliceerd in 1858 door Küster.